# Ioanna Koutsou
Ioanna Koutsou (griechisch Ιωάννα Κουτσού, * 23. November 1986) ist eine griechische Taekwondoin. Sie startet in der leichtesten Gewichtsklasse bis 46 Kilogramm.
Koutsou bestritt ihre ersten internationalen Titelkämpfe bei der Juniorenweltmeisterschaft 2002 in Iraklio, wo sie das Achtelfinale erreichte. Im folgenden Jahr wurde sie in Athen Junioreneuropameisterin in der Klasse bis 44 Kilogramm. Koutsou debütierte im Erwachsenenbereich bei der Weltmeisterschaft 2005 in Madrid, schied jedoch frühzeitig aus. Ihre erste Medaille im Erwachsenenbereich gewann sie bei der Europameisterschaft 2006 in Bonn. Sie zog ins Halbfinale ein und gewann Bronze. In den folgenden Jahren blieben weitere internationale Erfolge zunächst aus. Koutsou konnte jedoch bei der Europameisterschaft 2012 in Manchester ihren sportlich bislang größten Erfolg erringen. In der Klasse bis 46 Kilogramm schlug sie im Halbfinale Rukiye Yıldırım per Kampfrichterentscheid, nachdem es zu Kampfende unentschieden stand. Im Finale konnte sie Elaia Torrontegui bezwingen und erstmals Europameisterin werden.
Koutsou startete lange für den Verein Taekwondo Elite in Nürnberg. Seit 2008 lebt sie in Thessaloniki und ist seitdem für den Verein A.S. Danaos aktiv. Sie studiert Sportwissenschaften.